# Anthicus macrocephalus
Anthicus macrocephalus är en skalbaggsart som beskrevs av Champion 1890. Anthicus macrocephalus ingår i släktet Anthicus och familjen kvickbaggar. Inga underarter finns listade i Catalogue of Life.